# Paraclius albodivisus
Paraclius albodivisus är en tvåvingeart som beskrevs av Octave Parent 1941. Paraclius albodivisus ingår i släktet Paraclius och familjen styltflugor. Inga underarter finns listade i Catalogue of Life.